# Tublay
Tublay ist eine philippinische Stadtgemeinde in der Provinz Benguet. Sie hat 17.892 Einwohner (Zensus 1. August 2015).

## Geografie
Die Stadtgemeinde Tublay liegt 163 km nördlich von Manila. Sie hat eine Landfläche von 57,3 km², was 2,2 % der Provinz Benguet entspricht. Tublay liegt auf einer Höhe von 1400 m über dem Meer, die Topografie ist im Allgemeinen gebirgig. 

## Klima
Das Klima ist geprägt von einer ausgeprägten Trocken- und Regenzeit, die Monatsdurchschnittstemperaturen reichen von 6,5 °C bis 27,5 °C.

## Geschichte
Tublay wurde von den Amerikanern im November 1900 als Gemeinde gegründet.

## Baranggays
Tublay ist politisch unterteilt in acht Baranggays. Das größte Baranggay ist Ambassador mit 11,52 km² und das kleinste ist Tuel mit 4,79 km².
- Ambassador
- Ambongdolan
- Ba-ayan
- Basil
- Daclan
- Caponga (Pob.)
- Tublay Central
- Tuel